# بخش آکوپیا
منطقه اکوپای (به اسپانیایی: Acopia District) یک سکونتگاه مسکونی در پرو است که در منطقه کوزکو واقع شده‌است.

## خصوصیات
منطقه اکوپای ۹۱٫۷۲ کیلومترمربع مساحت و ۲٬۶۰۳ نفر جمعیت دارد و ۳٬۷۱۵ متر بالاتر از سطح دریا واقع شده‌است.